# 22587 McKennon
22587 McKennon è un asteroide della fascia principale. Scoperto nel 1998, presenta un'orbita caratterizzata da un semiasse maggiore pari a 2,2788462 UA e da un'eccentricità di 0,1089089, inclinata di 6,27322° rispetto all'eclittica.